# Щелкунчик (альбом)
Щелкунчик — шестой студийный альбом свердловской рок-группы Ассоциация содействия возвращению заблудшей молодёжи на стезю добродетели (создана в 1986 году в Свердловске Алексеем Могилевским и Николаем Петровым). Альбом записан и выпущен в формате магнитоальбома в 1992 году в Свердловске, в 1994 был ремастирован на студии Novik Records и переиздан в формате CD-альбома лейблом UEP-CD.

## Об альбоме
Я пел в последнем треке на этом диске. Тогда мне было шесть лет. Группе требовался детский вокал для финальной грустной песни. Я радостный пришёл на студию и пел счастливым «пионерским» голосом. Все попытки музыкантов уговорить меня петь грустно оказались тщетными — я просто не понимал их. В итоге им пришлось намерено накричать на меня и довести меня до истерики, чтобы я чуть-не-плакая спел песню про чижа. Они добились своего, а мне подарили игрушку КамАЗ, с которой я потом долго играл в саду. Такая история.— © Вова Петров

## Список композиций
Вся музыка и тексты — Алексей Могилевский и Николай Петров.
| №   | Название              | Длительность |
| --- | --------------------- | ------------ |
| 1.  | «Щелкунчик»           | 4:43         |
| 2.  | «Дожить любой ценой»  | 5:11         |
| 3.  | «Кобры»               | 3:51         |
| 4.  | «Тумба»               | 4:33         |
| 5.  | «Молодые дикари»      | 4:19         |
| 6.  | «Отрываюсь»           | 4:08         |
| 7.  | «От винта — до винта» | 4:21         |
| 8.  | «Радиосвязь»          | 4:33         |
| 9.  | «Антарктика»          | 5:57         |
| 10. | «P.S. Мой милый чиж»  | 2:13         |

## Участники записи
- Алексей Могилевский — вокал, саксофон
- Николай Петров — гитары, вокал
- Виктор Комаров — клавишные

### Технический персонал
- Звук: Эдик Смоленский, студия «Аквилон»; при участии В. Шавкунова, В. Алавацкого
- Отдельные спасибы:
  - Вова Петров — пение (10)
  - Алик Потапкин — гитарные и остальные риффы (2, 8)
  - А. Пахнутов
  - ДиКон
- Директор: Гена Михайлович Шахиян

### Издание на CD (1994)
- © UEP-CD, 1994
- © Novik Records, 1994
- © А. Коротич — графика, 1994
- Творческая группа UEP-CD: С. Пучков, А. Лысцов, И. Ходырев